# Leonard Francis Tyrwhitt
Exmo. Leonard Francis Tyrwhitt, MVO, MA (29 de outubro de 1863 - 7 de julho de 1921) foi um cónego de Windsor de 1910 a 1921.

## Carreira
Ele foi educado no Magdalene College, Cambridge.
Ele foi nomeado:
- Vigário de Fenton, Staffordshire 1897-1907.
- Reitor de Rolleston on Dove, Burton-on-Trent
- Exmo. Capelão da Rainha Vitória.[2]
- Capelão ordinário da Rainha Vitória e do Rei Eduardo VII.[3]
- Capelão das Forças 1914 - 1919

Ele foi investido como membro da Ordem Real Vitoriana em 1906.
Ele foi nomeado para a décima primeira bancada da Capela de São Jorge, Castelo de Windsor em 1910, e ocupou a bancada até 1921.